# Пиратска партия на Турция
Пиратска партия на Турция (на турски: Türkiye Korsan Partisi) е политическа партия в Турция, по модел на шведската пиратска партия. Партията не е официално регистрирана.

## Платформа
Партията е срещу нарушаването на гражданските права в телефония и интернет, също така се противопоставя на различните мерки за наблюдение на гражданите.
Партията подкрепя гражданското право на неприкосновеност на личния живот и реформи на авторските права, образование, компютърни науки и генетични патенти.
Тя насърчава по-специално по-голяма прозрачност на правителството чрез прилагане на отворен код за управление и предоставяне за APIs, за да се даде възможност за електронна проверка и контрол на операциите на правителството от страна на гражданина.